# Yumaphthona
Yumaphthona is een geslacht van kevers uit de familie bladkevers (Chrysomelidae).
De wetenschappelijke naam van het geslacht werd in 1976 gepubliceerd door Bechyne & Bechyne.

## Soorten
- Yumaphthona floralis Bechyne, 1986